# Neasura bipunctata
Neasura bipunctata är en fjärilsart som beskrevs av Walker 1859. Neasura bipunctata ingår i släktet Neasura och familjen björnspinnare. Inga underarter finns listade i Catalogue of Life.